# Nowickia marklini
Nowickia marklini är en tvåvingeart som först beskrevs av Zetterstedt 1838.  Nowickia marklini ingår i släktet Nowickia och familjen parasitflugor. Arten är reproducerande i Sverige. Inga underarter finns listade i Catalogue of Life.